# هنری اونیکورو
هنری چوکوئمکا اونیکورو (انگلیسی: Henry Chukwuemeka Onyekuru؛ زادهٔ ۵ ژوئن ۱۹۹۷) بازیکن فوتبال اهل نیجریه است.
از باشگاه‌هایی که در آن بازی کرده‌است می‌توان به اوپان، اندرلشت، گالاتاسرای و موناکو اشاره کرد.
وی همچنین در تیم ملی فوتبال نیجریه بازی کرده‌است.